# Calocarides macphersoni
Calocarides macphersoni är en kräftdjursart som beskrevs av Brian Frederick Kensley 1996. Calocarides macphersoni ingår i släktet Calocarides och familjen Axiidae. Inga underarter finns listade i Catalogue of Life.